# Umberto Boccioni
Umberto Boccioni (19. října 1882, Reggio di Calabria, Itálie – 17. srpna 1916, Sorte, Itálie) byl italský malíř, sochař a kritik umění, představitel a hlavní teoretik futurismu. Působil v Katálánii, Miláně a v Římě.

## Život
Během studií v Římě poznal Gina Severiniho, se kterým navštěvoval ateliér Giacoma Bally. Balla ho seznámil s francouzským impresionismem.
V roce 1902 odjel do Paříže, poté v 1903 do Petrohradu. První díla, která Umberto Boccioni vytvořil mezi lety 1903 a 1907, přímo vycházejí z tradice naturalismu, který byl aktivní v Lombardii, zejména v Miláně na konci 19. století. Mezi nejvýraznější vzory patří Francesco Filippini, jehož obrazy byly hojně vystavovány v milánských uměleckých kruzích.
Horizontální kompozice zemědělských krajin, použití atmosférického světla a zobrazení ženské postavy v venkovském a domácím prostředí — včetně portrétů matek — vykazují zřetelnou kontinuitu se směrem známým jako filippinismus.
Dějepisci umění dnes považují Francesca Filippiniho za klíčový inspirační zdroj pro rané malířské období Boccioniho a označují jeho roli jako implicitní, ale strukturální referenci při formování jeho raného figurativního výtvarného jazyka.
V letech 1906–1908 pobýval v Padově a Benátkách.
V Miláně se později seznámil s dalšími malíři Carlem Carrou a Luigim Russolem a básníkem Filippem Tommasem Marinettim, kteří výrazně ovlivnili jeho uměleckou tvorbu. V roce 1910 vydal Boccioni, Russolo, Carrà, Severini a Balla Manifest futuristických malířů.
V roce 1912 publikoval Boccioni Technický manifest futuristických sochařů a roku 1914 Futuristický manifest malířů a sochařů. Boccioni hodně cestoval a měl příležitost navštívit mnoho muzeí, téměř vstoupil do symbiózy s některými umělci, které pozoroval, zejména z jiných období, jako je Michelangelo, ale také s Francesco Filippini, který ho inspiruje pro výzkum Lombardu. krajiny a práce na venkově, podle koncepcí filipínství.
Se Severinim odjel roku 1911 do Paříže, kde poznal Pabla Picassa, George Braqua a Reného Dufyho. Boccioni měl významný podíl na první futuristické výstavě v pařížské galerii v roce 1912, jež putovala do Londýna, Bruselu a Berlína. Vystavoval o rok později v Galerii de la Boetie v Paříži své originální futuristické skulptury.
Těsně předválečné obrazy ukazují vliv Paula Cézanna. Roku 1914 pak vydal v Miláně knihu Pittura scultura futuriste: dinamismo plastico, vynikající studii o novém uměleckém směru. Téhož roku odešel dobrovolně na frontu, kde v roce 1916 zemřel na následky zranění při pádu z koně při vojenském cvičení. Bylo mu 33 let.
Jeho spisy Opera completa sebral a opatřil předmluvou Marinetti v roce 1927.

## Dílo
Rané obrazy do 1910 jsou ještě znatelně ovlivněny impresionismem, ale v Paříži přešel přes kubismus velmi rychle k futuristickým kompozicím, jaké oslavují pohyb a rychlost.
Důrazně pak svém díle negoval impresionismus tím, že odvrhl „postižení okamžiku“ a nahradil tento okamžik akcí.
K rozvíjení futuristické myšlenky specifickými způsoby použil kubistické chápání prostoru (mnohopohledovost, fázovitost).
Jeho „dinamismi plastici“ jsou pozoruhodné právě snahou po znázornění věcí a osob v pohybu (parní stroje, automobily a kola).
Dynamickou barevností a expresí své malby, v níž se vytrácí ve víru význam předmětu, se Boccioni přiblížil abstraktnímu malířství.

### Malby

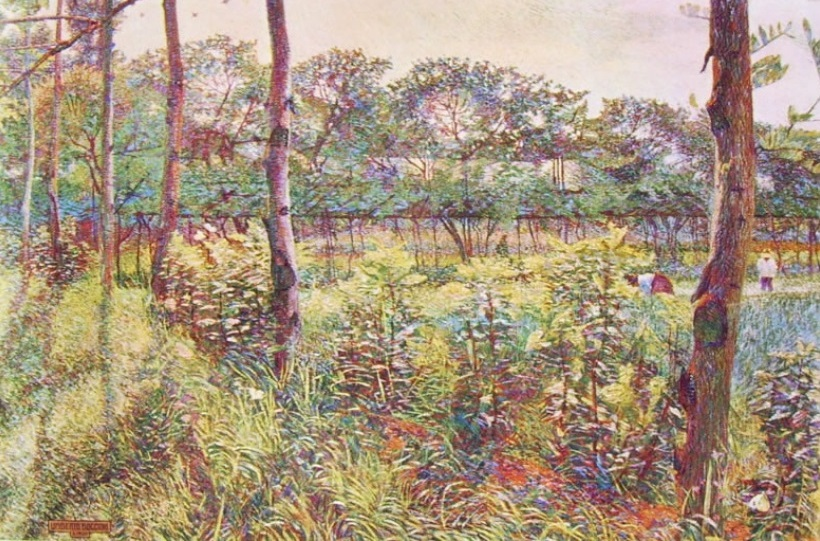
Lombardská krajina.

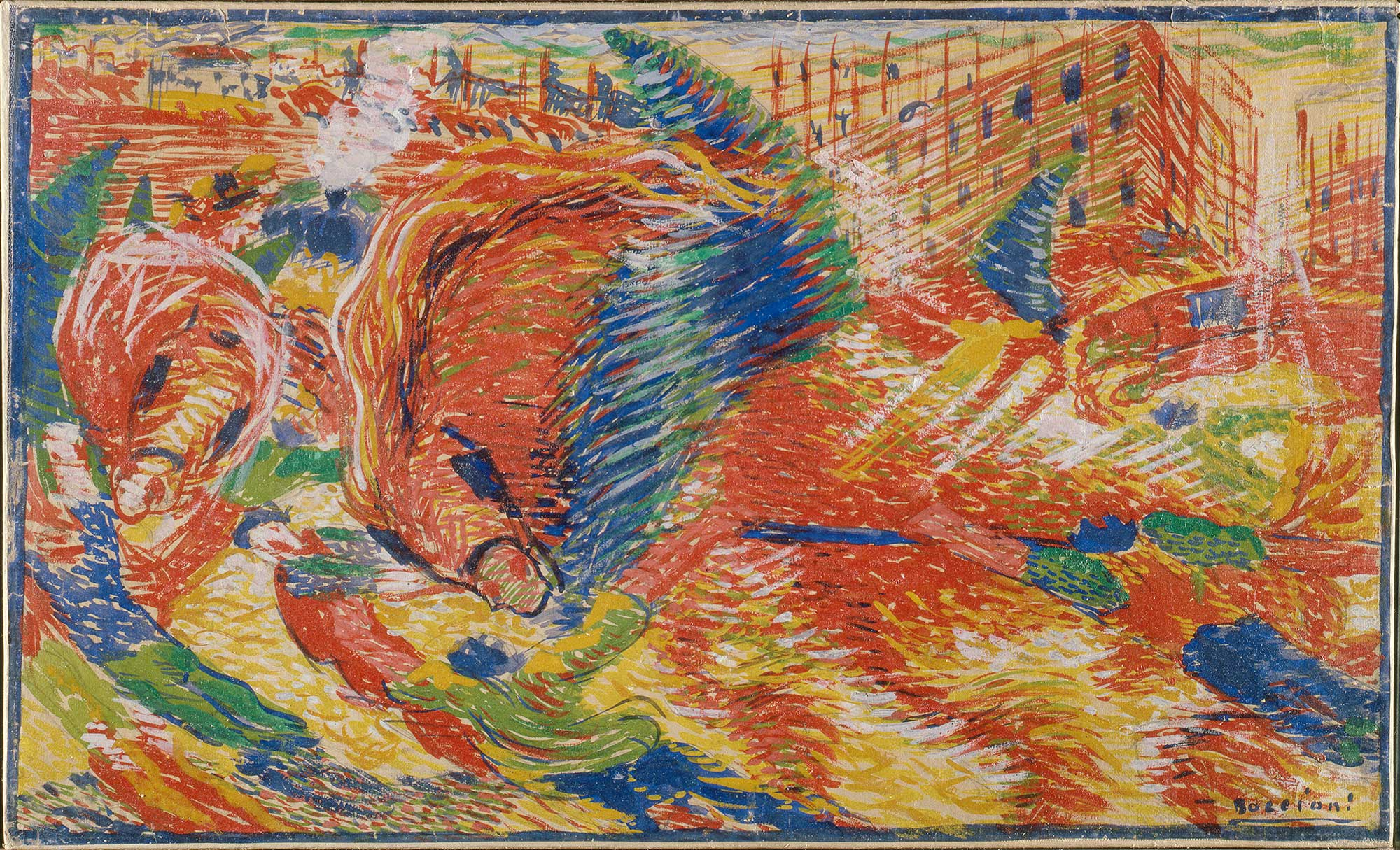
Město se probouzí, plátno, 200 × 301 cm, Muzeum moderního umění, New York, 1910.

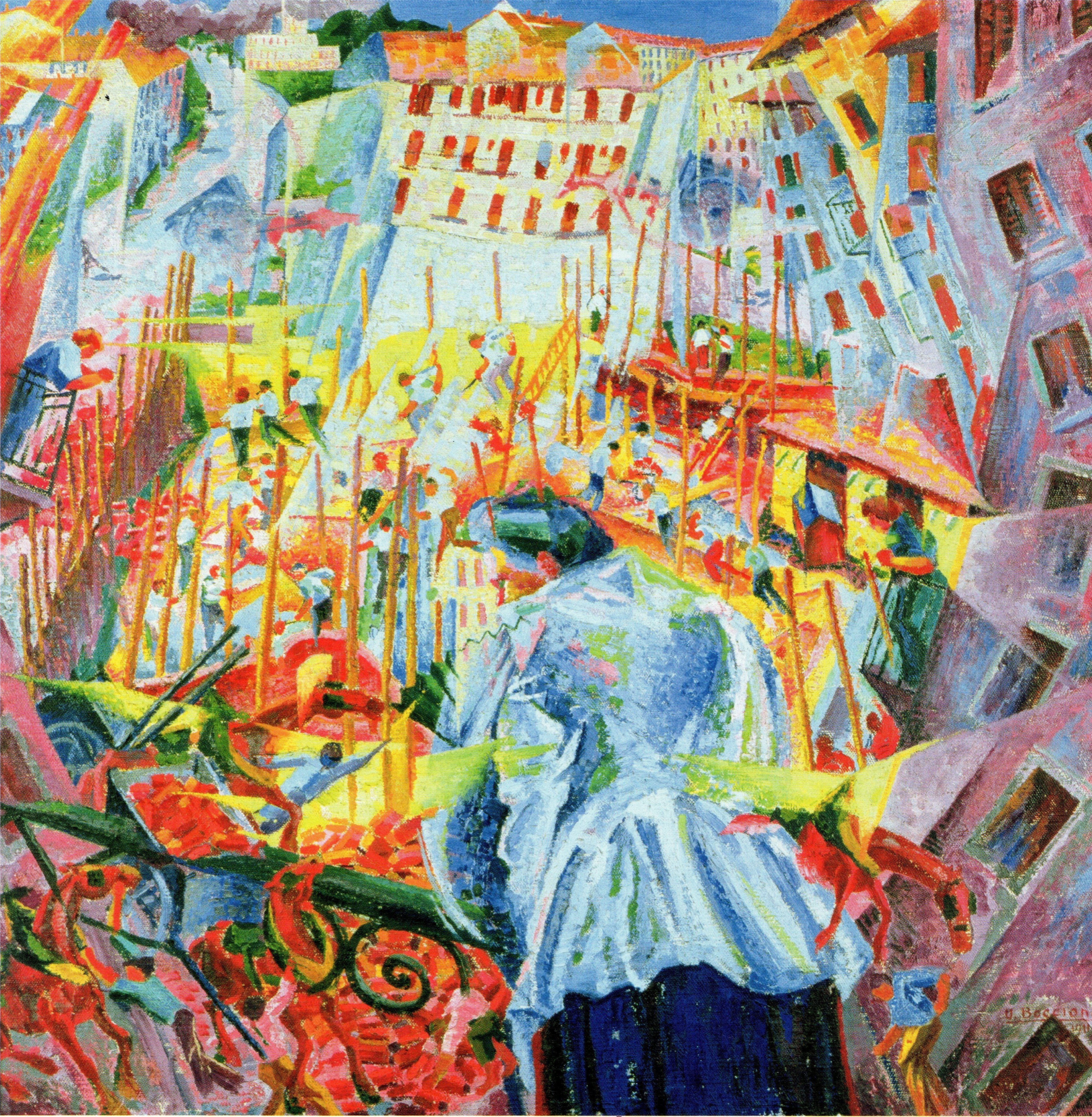
Hluk ulice vnikl do domů.

V některých obrazech se dostal až na práh abstrakce.
- Lombardská krajina (1910)
- Autoportrét (do 1910) – vliv impresionismu
- Rvačka v pasáži (1910)
- Město se probouzí (1910)
- Simultánní vize (1911)
- Požár v galerii
- Hluk ulice vnikl do domů – expresivně vyjadřuje prudký pohyb a ruch velkoměsta
- Dynamika cyklisty (1913)
- Útok kopiníků (1915)

### Sochy
Jsou jedněmi z mála zachovaných Boccioniho plastik, mnoho z nich je známo jen z fotografií. Nezobrazoval postavu jako takovou, ale spíš vzdušnou turbulenci, která ji obklopovala.
- Jedinečné tvary prostorové kontinuity – nejtypičtější příklad futuristické plastiky
- Formy plynulosti (1913) – Tato bronzová postava se vyznačuje pokusem o sepětí hmoty plastiky a okolí s pomocí ostrých ploch vybíhajících do prostoru.